# Donna Troy (personaje)
Donna Troy es una superheroína ficticia que aparece en los cómics estadounidenses publicados por DC Comics. Ella es la Wonder Girl original y luego adopta temporalmente otra identidad, Troia. Creada por Bob Haney y Bruno Premiani, apareció por primera vez en The Brave and the Bold vol. 1 # 60 (julio de 1965). Donna ha aparecido comúnmente en historias que involucran a los Jóvenes Titanes, a los que se unió originalmente durante su segunda aventura y desde entonces se la describe como miembro fundador del equipo.
Donna ha aparecido en numerosos programas de televisión y películas de dibujos animados. Hace su debut como adaptación en vivo en la serie de DC Universe y HBO Max, Titanes, interpretada por Conor Leslie, en la primera, segunda y tercera temporada.

## Biografía ficticia

### Introducción
Después de la sacudida en los cómics que resultó de la publicación de La seducción de los inocentes, DC Comics buscó una forma de retratar a Wonder Woman que fuera aceptable para los padres. Uno de los enfoques más favorecidos fue publicar una serie de "Cuentos imposibles" en los que Wonder Woman (Diana) apareció por varias razones junto a versiones más jóvenes de ella misma y de su madre, creando una "Wonder Family". Una versión adolescente de Wonder Woman fue apodada "Wonder Girl". Por el número 123 de Wonder Woman (julio de 1961) la etiqueta "Cuento imposible" no se incluyó en muchas de estas historias. En este tema en particular, se hace referencia al personaje de Wonder Girl como si fuera una entidad completamente diferente de Diana, un personaje en sí misma.
La hermana menor de Wonder Woman, Wonder Girl hizo su primera aparición fuera del libro de Wonder Woman en The Brave and the Bold # 60 (julio de 1965) como miembro de una "Liga de la Justicia juvenil" llamada Jóvenes Titanes, que consiste en Robin (Dick Grayson), Kid Flash (Wally West) y Aqualad (los compañeros de Batman, Flash y Aquaman, respectivamente). Después de aparecer en Showcase # 59 (diciembre de 1965), los Jóvenes Titanes se separaron en su propia serie con Teen Titans # 1, con fecha de portada en febrero de 1966.
El escritor Marv Wolfman y el artista Gil Kane crearon un origen para Wonder Girl en Teen Titans # 22 (julio-agosto de 1969) que presentó el nuevo disfraz del personaje. Esta historia estableció el origen de Wonder Girl como una huérfana rescatada por Wonder Woman de un incendio en un edificio de apartamentos. No se ha podido encontrar a su familia biológica, la Mujer Maravilla la trajo a Isla Paraíso para ser criados por su madre, la Reina Hippolyta y que finalmente se le dio poderes Amazonas por Rayo Púrpura de Paula Von Gunther. En 1969, Wonder Girl se pone un nuevo traje rojo estilo cuerpo y, desde que hasta ahora, sus compañeros de equipo solo la llaman Wonder Girl o "Wonder Chick", adopta la identidad secreta de Donna Troy.
Donna permanece con los Jóvenes Titanes hasta la cancelación de la serie con el número 43 en febrero de 1973. Ella todavía es parte del equipo cuando el cómic se reanuda con el número 44 en noviembre de 1976. Teen Titans se cancela nuevamente en febrero de 1978 con el número # 53, con Donna y los demás, ya no "adolescentes", yendo por caminos separados.

### Avivamiento de los ochenta
Marv Wolfman y George Pérez revivieron la serie una vez más en 1980 como The New Teen Titans, con los miembros originales Wonder Girl, Robin y Kid Flash unidos por los nuevos héroes Raven, Starfire, Cyborg y Beast Boy/Changeling. Donna tiene una relación sentimental con un profesor mucho mayor, Terry Long, pero en el camino se ve sometida al hechizo romántico de Hiperión, uno de los Titanes del Mito.
El origen de Donna se amplía en el cuento de enero de 1984, "¿Quién es Donna Troy?" Robin investiga los eventos que rodearon el incendio de hace mucho tiempo después de encontrar la muñeca de Donna en una caja de un depósito de carbón. Se entera de que la madre biológica de Donna era Dorothy Hinckley, una adolescente soltera moribunda que la había dado en adopción. Después de que el padre adoptivo de Donna, Carl Stacey, muriera en un accidente relacionado con el trabajo, su madre adoptiva, Fay Stacey, se vio obligada a ponerla en adopción nuevamente, incapaz de criar a la niña debido a los crecientes gastos. Sin embargo, Donna se convirtió en víctima de una estafa de venta de niños, que terminó con la muerte de los mafiosos en la explosión de un horno y el incendio. Con la ayuda de Robin, Donna se reúne con Fay, quien se había casado con Hank Evans y había dado a luz a dos hijos más, Cindy y Jerry. Donna se casa con Terry Long en una gran y lujosa ceremonia en Tales of the Teen Titans # 50 (febrero de 1985).

### Post-Crisis
La subsecuente miniserie Crisis on Infinite Earths (1985-1986) reescribió la historia de muchos personajes de DC Comics; La propia historia previa a la crisis de Wonder Woman desapareció, y el personaje fue reintroducido en Wonder Woman vol. 2 # 1 (febrero de 1987) como un recién llegado de Temiscira (la antigua Isla Paraíso). Con el personaje de Donna atado predominantemente a los Titanes, su origen fue reconfigurado para encajar en la nueva continuidad creada por el relanzamiento de Wonder Woman, que rompió sus lazos directos con las Amazonas. En el argumento "¿Quién es Wonder Girl?" presentado en The New Titans # 50–54 (diciembre de 1988-marzo de 1989), los Titanes del Mito reclutan la ayuda de Donna contra la asesina Esparta de Synriannaq. Se revela que la Titán Rea había rescatado a una joven Donna de un incendio; Donna y Esparta habían formado parte de un grupo de 12 huérfanos de todo el universo que habían sido criados en New Cronus por estos Titanes como "Titan Seeds", sus eventuales salvadores.
Las Semillas habían recibido poderes sobrehumanos y habían recibido el nombre de las antiguas ciudades griegas. Llamada "Troya", Donna (como las demás) finalmente había sido despojada de sus recuerdos de su tiempo con los Titanes del Mito y reintroducida en la humanidad para esperar su destino; Esparta había conservado sus recuerdos y el conocimiento finalmente la había vuelto loca. Matando a sus compañeros Semillas para "recolectar" sus poderes y destruir a los Titanes del Mito, Esparta es finalmente derrotada por Donna y la única otra Semilla que queda con vida, Athyns de Karakkan. En The New Titans # 55 (junio de 1989), Donna cambia su identidad de Wonder Girl a Troia y adopta un nuevo peinado y vestuario que incorpora dones místicos de los Titanes del Mito.

### Señor Caos
Durante la historia de "Titans Hunt", Donna descubre que está embarazada; En New Titans Annual # 7 (1991), aparece un grupo que se hace llamar Titanes del Equipo, con la intención de matarla. Vienen de un futuro en el que el hijo de Donna nace con todos los poderes de un dios y plena conciencia de ellos, lo que lo vuelve loco. Instantáneamente envejece, mata a su madre y se convierte en un dictador conocido como Señor Caos. Los Titanes del Equipo viajan al pasado para matar a Donna antes de que nazca su hijo. Donna finalmente da a luz a Robert; para evitar que él se convierta en Señor Caos, ella sacrifica sus poderes y se convierte en una humana normal.
Finalmente, Donna reconsidera su decisión y les pide a los Titanes del Mito que le otorguen sus poderes nuevamente; su solicitud es rechazada. Luego se une a los Darkstars. Durante la crisis Hora Cero su granja en Nueva Jersey es destruida y todos los Titanes del Equipo desaparecen, excepto Terra y Mirage. Con su matrimonio en ruinas, Donna pierde la custodia de su hijo a su ahora exmarido Terry. Donna se reúne con los Nuevos Titanes por un tiempo, con su traje Darkstar dándole la habilidad de ayudarlos. Ella sale con Kyle Rayner por un tiempo y se retira de los Darkstars, dejándola impotente. Donna y Kyle se separan inmediatamente después de la muerte de su hijo, hijastra y exmarido en un accidente automovilístico.

### Duplicado mágico
Su origen post-crisis se actualizó a fines de la década de 1990. Esta versión decía que fue creada originalmente por la hechicera amazona Magala como un duplicado mágico de la joven princesa Diana de Temiscira (un guiño a la Wonder Girl original) para ser una compañera de juegos de Diana, que anteriormente era la única hija en la isla. Sin embargo, Donna pronto fue secuestrada por Dark Angel (una villana de la Segunda Guerra Mundial y enemiga jurada de la Reina Hippolyta, la madre de Diana), quien pensó que la niña era Diana.
Dark Angel maldijo a Donna para vivir infinitas variantes de una vida caracterizada por el sufrimiento, con su vida reiniciada y borrada de la memoria del mundo cuando Donna estaba en su punto más bajo. Incluso Donna olvidaría sus vidas pasadas hasta el momento en que Dark Angel llegaría para reiniciar su vida, momento en el que inmediatamente recordaría todo su sufrimiento pasado. Con la ayuda de Wonder Woman, Hippolyta y el tercer Flash (su excompañero de equipo de los Titanes, Wally West), las únicas personas que recordaban la versión anterior, Donna fue restaurada. De alguna manera, también recuperó sus poderes, presumiblemente porque así era como Wally la recordaba. Inicialmente, le preocupaba que no fuera la "misma" Donna, sino una forma idealizada basada en los recuerdos de Wally.
Poco después, los Titanes se reunieron para salvar a su amigo Cyborg. Entraron en conflicto con la JLA, pero salvaron a su amigo. Durante este incidente, Donna aparentemente se reunió con su hijo a través de la realidad virtual, pero con la ayuda de Nightwing, se dio cuenta de que no era real. Después de eso, los cinco Jóvenes Titanes originales, incluida Troia, decidieron reformar el equipo. Una batalla posterior con Dark Angel sugirió que su constante reescritura de la historia de Donna involucró a Hipertiempo. No está claro cómo esto se relaciona con revelaciones posteriores.
Al darse cuenta de que Donna fue creada a partir de una parte del alma de Diana, la Reina Hippolyta aceptó a Donna como una hija relacionada con la sangre y celebró una coronación en Temiscira para presentar formalmente a Donna como la segunda princesa de Isla Paraíso. Este aspecto puso a Donna más en línea con sus orígenes themyscirianos previos a la crisis. Después de su coronación, el vínculo de Donna y Diana como hermanas se hizo más fuerte. Las dos Amazonas compartían un apartamento de lujo en la ciudad de Nueva York y Donna se volvió más activa en la vida en Temiscira. Mientras que la Amazona Bana-Mighdall vio a Diana como una moderadora oficial entre las Amazonas Themyscirian y ellas mismas, Donna hizo grandes progresos para convertirse en un miembro aceptado de ambas tribus a sus ojos. Mientras ayudaba a las Amazonas, Donna también entró en contacto con el villano Angle Man, quien inmediatamente se enamoró de ella. Después de su primer encuentro incómodo pero coqueto, un Angle Man gravemente herido se teletransportó a Donna en busca de su ayuda después de ser atacado por Cheetah.
En una batalla separada, Donna aparentemente fue asesinada por un robot Superman rebelde en el cruce de Titans/Young Justice "Graduation Day", pero luego se demostró que estaba viva en otro mundo. The Return of Donna Troy, una miniserie de cuatro números escrita por Phil Jiménez con arte de José Luis García López y George Pérez, amplió la resurrección de Donna Troy y aclaró sus múltiples orígenes.

### Especial de DC: El regreso de Donna Troy
Donna Troy ahora ha descubierto que, como cualquier otra persona después de Crisis on Infinite Earths, es una fusión de todas las versiones alternativas de Donna Troy en el Multiverso. A diferencia de todos los demás, Donna es el depósito del conocimiento de cada versión de universo alternativo de sí misma y recuerda el Multiverso original. Se enteró de que su contraparte en Tierra-Dos fue salvada por un bombero y se crio en un orfanato, mientras que su contraparte en Tierra-S murió en el incendio. También descubrió que su enemigo jurado del pasado, Dark Angel, era de hecho Donna Troy de Tierra-Siete, salvada de una muerte segura por el Antimonitor, al igual que el Monitor había salvado a Harbinger. Cuando el Multiverso se reconfiguró en un solo Universo, Dark Angel, que de alguna manera había escapado de la compresión de cada Donna Troy en una sola persona en la nueva Tierra, trató de matarla (cada vida que la obligaba a revivir era de hecho un aspecto de una Donna alternativa como una forma de evitar la fusión y seguir siendo la última en pie). Cuando fue derrotada, Donna se convirtió en la suma real de cada Donna Troy que existía en cada Tierra, una clave viviente del Multiverso perdido.
Su papel en Crisis infinita está, al final de The Return of Donna Troy, completamente declarado: Donna había renacido después de su muerte a manos del androide Superman. Los Titanes del Mito, al darse cuenta de que ella era la niña que estaba destinada a salvarlos de alguna amenaza inminente, la llevaron a Nuevo Crono e implantaron falsos recuerdos en su mente para hacerle creer que era la diosa original de la Luna y esposa de Ceo. Los Titanes del Mito incitaron a la guerra entre otros mundos cerca de Nuevo Cronos para ganar nuevos adoradores. Luego usarían el poder combinado de su fe colectiva para abrir un pasaje hacia otra realidad, donde estarían a salvo de la destrucción. Donna fue otro medio para ese fin hasta que los Titanes y los Outsiders la encontraron, quienes le restauraron sus verdaderos recuerdos. Sin embargo, esto no estuvo exento de bajas. Sparta (quien recuperó su salud mental y fue despojada de la mayor parte de su poder) había sido nombrada oficial en el ejército real de los Titanes del Mito. Fue sacrificada por los Titanes del Mito en un intento de sitiar el planeta Minosyss, que albergaba una fábrica de Devoradores de Sol a millas debajo de su superficie. La muerte de Sparta había ayudado inadvertidamente a activar la restauración de la memoria de Donna. Athyns también había reaparecido en ese momento y ayudó a los héroes y la resistencia mynossiana a luchar contra los Titanes del Mito. Fue entonces cuando Hiperión, el Titán del Sol, le reveló los verdaderos orígenes de Donna y le ordenó que abriera un pasaje hacia otra realidad por medio de un nexo dimensional que una vez sirvió como puerta de entrada al Multiverso mismo, dentro del Devorador de Sol. núcleo de la fábrica. Este resultó ser el objetivo real de Titanes del Mito. Donna lo hizo, pero, temiendo que simplemente continuaran con sus ambiciones locas de poder, desterró a la mayoría de ellos al Tártaro. Sin embargo, Hiperión y su esposa, Tea, fueron advertidos del engaño en el último momento. Enfurecidos, se volvieron contra Donna, con la intención de matarla por la traición, pero Coeus activó el Sun-Eater para salvarla a ella y a Arsenal. Cuando el Sun-Eater comenzó a absorber sus vastas energías solares, Hiperión y Tea intentaron escapar a través del Nexus, pero ambos fueron destrozados por las fuerzas combinadas de la atracción dimensional del Nexus y el poder del Sun-Eater. Coeus, que había aprendido la humildad y la compasión de Donna, se comprometió a proteger la puerta de entrada para asegurarse de que los otros Titanes del Mito permanecieran encarcelados para siempre.

### Crisis infinita y 52
Donna regresa al ahora estéril New Cronus donde comparte un alegre reencuentro con Wonder Woman. Donna, encargada de la custodia del Orbe del Universo que contiene las Crónicas del Multiverso recopiladas por Harbinger, hace el sorprendente descubrimiento de que el Universo DC se enfrenta a una fatalidad inminente, una fatalidad que no puede evitar sola. Dejando a Nightwing atrás en la Tierra, Donna trae varios héroes a New Cronus, incluido Animal Man; Cyborg; Firestorm; Heraldo; Bumblebee; Tornado Rojo; Shift; los Green Lanterns Alan Scott, Kyle Rayner y Kilowog; Jade; Starfire; Supergirl y Capitán Marvel Jr. (en Outsiders 30). Los héroes se enfrentan a una misteriosa y amenazante ruptura en el espacio causada por Alexander Luthor, Jr. (como parte de su plan), que ha desencadenado una guerra intergaláctica. El equipo de Donna contribuye a la resolución del conflicto, pero las cosas toman un giro peligroso cuando Alexander usa la lágrima interdimensional para recrear la Tierra-Dos y, más tarde, el Multiverso. Donna, junto con Kyle Rayner (ahora llamado Ion), lleva al equipo a atacar a Alexander Luthor a través de su grieta espacial, dando a Nightwing, Superboy y Wonder Girl el tiempo necesario para destruir el dispositivo de Alexander y salvar a los dos Supermen y Wonder Woman de fusionarse con sus contrapartes de Tierra-3. Aunque la mayoría del equipo desaparece cuando intentan irse a través del portal abierto por Mal Duncan y Adam Strange, ella regresa a la Tierra poco después de la Batalla de Metrópolis y proporciona un "devorador de sol rojo junior" al Green Lantern Corps en el que encarcelar a Superboy Prime al final de la batalla en Mogo.
En la serie 52, Cyborg, Heraldo, Alan Scott, Bumblebee, Hawkgirl y Firestorm fueron devueltos a la Tierra aunque gravemente heridos, mientras que otros héroes como Supergirl, Starfire, Animal Man y Adam Strange se perdieron en el espacio. En la función de copia de seguridad de Historia del Universo DC, cuando Donna y la inteligencia artificial a cargo de los registros históricos de Harbinger terminaron su tarea de revisar la historia del Universo DC, tanto la inteligencia artificial como uno de los nuevos Monitores le revelaron que la línea de tiempo actual ha divergió de su camino legítimo, en el que la propia Donna, en lugar de Jade, debería haberse sacrificado por Kyle Rayner.
Durante la historia de la Tercera Guerra Mundial, Donna va a la batalla como Wonder Woman contra Black Adam.

### "Un año después"
Durante el evento de la historia "Un año después", Donna Troy asumió el manto de Wonder Woman después de que Diana renunció después de la Crisis, sintiendo la necesidad de "descubrir quién es Diana". Donna usa un conjunto de armadura durante su mandato como Wonder Woman, que incluye el brazalete y el material del campo estelar utilizado como parte de su vestimenta de los Titanes. El origen post-Crisis Infinita de Donna, que incorpora elementos de sus orígenes anteriores, es el siguiente: Donna era una gemela mágica de Diana creada por la Amazona Magala y pensada como compañera de juegos de la princesa solitaria. Donna fue capturada más tarde por el enemigo de Hippolyta, Dark Angel, quien la confundió con Diana y la puso en animación suspendida durante varios años. Años más tarde, la adulta Diana, ahora Wonder Woman, finalmente liberó a Donna y la devolvió a Temiscira. Luego, Donna fue entrenada tanto por las Amazonas como por los Titanes del Mito. Unos años más tarde, Donna siguió a Diana al Mundo del Hombre y se convirtió en Wonder Girl, vistiendo un disfraz basado en Wonder Woman y ayudó a formar los Jóvenes Titanes.
En su última aventura como Wonder Woman, Donna lucha contra Cheetah, Giganta y Doctor Psycho. El trío ataca a Donna como un medio para encontrar a la entonces desaparecida Diana. Esto finalmente sucede con la revelación de que Circe es la mente maestra detrás de los ataques y la captura. Después de que Donna es liberada de Circe, se pone su viejo mono rojo de Wonder Girl y ayuda a su hermana en la batalla diciéndole a Diana que quiere devolverle el título de Wonder Woman, ya que nunca se sintió realmente cómoda usando ese nombre y preferiría que la llamaran Donna Troy.
Donna más tarde trabaja junto a su exnovio Kyle Rayner, quien ha vuelto a tomar los poderes y el título de Ion. Se enfrentan a uno de los Monitores que intenta eliminarlos del Multiverso recién reconstruido, alegando que los dos son anomalías no deseadas. Donna regresa a la Tierra con Ion a tiempo para que él se despida de su madre moribunda. Después de ese evento, Donna se une a varios ex Jóvenes Titanes en la batalla del equipo actual contra Deathstroke y su equipo Titanes del Este.

### Countdown to Final Crisis
Donna asiste al funeral de Duela Dent con los Jóvenes Titanes. Ella se enfrenta a Jason Todd, quien la busca como un alma gemela; los dos se cruzan mientras investigan el asesinato de Duela. Donna pone su investigación en espera cuando las Amazonas invaden Washington D. C. durante los eventos descritos en Amazons Attack!. Ella viaja a la ciudad y se enfrenta a Hippolyta, aconsejándole que ponga fin a la invasión, pero Hippolyta le informa que solo considerará una retirada si Donna incluye a Diana en sus conversaciones. Donna se va a buscar a su hermana. Jason, que ha seguido a Donna a Washington, le dice que los Monitores son responsables de la muerte de Duela. Donna y Jason son atacados por el guerrero del Monitor, Forerunner. Son salvados por un monitor benevolente, a quien Jason llama Bob, y son reclutados para localizar a Ray Palmer. Pronto se enteran de que Palmer se esconde en el Multiverso.
Al grupo se une Kyle Rayner; Jason y Kyle discuten durante el viaje y Donna se enoja. Ray Palmer se encuentra en la Tierra-51 y Bob lo ataca, traicionando al grupo. Donna y los demás escapan y quedan atrapados en el fuego cruzado cuando las fuerzas de Monarca atacan la Tierra-51. Donna es atacada por una versión alternativa de ella con un disfraz de Wonder Girl, y supera a su doppelganger y escapa. Ella toma el traje del doppelganger, derrota a uno de los lugartenientes de Monarca y es aclamada líder de un ejército de insectos por derecho de conquista. Ella lidera la fuerza de los Mirmidones en la batalla contra las fuerzas de Monarca. Superboy Prime se enfrenta a Monarca, y los guerreros insectos mueren en las consecuencias.
Después de la batalla, solo Donna es capaz de discernir un mensaje que dirige al grupo a Apokolips, donde el equipo es testigo de su destrucción cuando conocen por primera vez a los otros personajes de Countdown: Jimmy Olsen, Forager, Pied Piper, Mary Marvel, Holly Robinson, Harley Quinn, Karate Kid y Una. Presenciar la casi destrucción de Apokolips a manos de Hermano Ojo, el equipo es enviado más tarde a una Tierra-51 reconstituida por Solomon, ahora un mundo similar a Nueva Tierra con la ausencia del equipo Challengers ahora muy ampliado. Es aquí donde muere Karate Kid, y su virus Morticoccus transforma el mundo casi por completo en violentos híbridos animal-humano, perdiendo a Una ante los salvajes nativos y dejando al nieto de Buddy Blank de la Tierra como el Último Niño en la Tierra. Devuelto a Nueva Tierra por Jimmy Olsen a través de un Boom Tube, Gothamitas Harley, Holly y Jason regresan a casa mientras Mary Marvel es nuevamente corrompida por Darkseid, quien captura a Jimmy, quien tiene el poder de todos los Dioses Nuevos fallecidos. Liberados del control de Darkseid por el cableado microscópico de Átomo, Jimmy y Darkseid luchan hasta que Orion desciende de los cielos (después de su batalla interrumpida con el asesino de los Nuevos Dioses en La Muerte de los Nuevos Dioses) y mata a su padre. A raíz de estos eventos, el grupo restante de Donna, Kyle, Ray y Forager anuncian a los Monitores que servirán como guardaespaldas para el Nuevo Multiverso y partirán a lugares desconocidos.
Al regresar a la Tierra después de sus aventuras en el Multiverso con Kyle, Donna y otros Titanes anteriores y actuales son el objetivo de un enemigo misterioso que luego se revela como Trigon. Los Titanes se reforman para defenderse del asalto de Trigon y vengar al equipo incapacitado de Titanes del Este.
En Crisis final # 5, Donna Troy se ha convertido en Justificadora. Ella, entre otros Justificadores, atacó el Cuartel General de Jaque Mate de Suiza. Trató de ponerle el casco Justificador a Alan Scott antes de ser derribada por Hawkman.

### Liga de la Justicia
La preparación para el reclutamiento de Donna comienza cuando se ofrece como voluntaria para ayudar a Mikaal Tomas y Congorilla a rastrear al supervillano Prometheus. Ella los acompaña a JLA Watchtower junto a Starfire y Animal Man, solo para descubrir que Red Arrow ha sido mutilado por Prometheus. Durante la batalla que siguió, Donna es empalada por las muñecas, pero se libera. Prometheus proyecta un holograma a su alrededor, lo que hace que Green Arrow le dispare en la pierna, lo que de alguna manera penetra su piel súper dura y la hace caer inconsciente. Ella derriba a Prometheus después de que él derrota al resto del equipo, se rasga el casco y comienza a golpearlo brutalmente, pero Shade la detiene. Desafortunadamente, el villano destruye Star City a través de un dispositivo de teletransportación.
Durante el cruce de Blackest Night, Donna tiene un encuentro horrible con su hijo fallecido Robert y su esposo Terry, revividos como seres no muertos por Black Lantern Corps. Ella es mordida por Robert, quedando "infectada" por el poder de Black Lantern. Donna, junto con Superboy, Kid Flash, Wonder Woman, Green Lantern (Hal Jordan) y varios otros héroes resucitados, comenzaron a ser el objetivo de Nekron, el responsable de los Black Lanterns. El estado anterior de Donna como fallecida le permitió transformarse en Black Lantern. Sin embargo, a diferencia de los otros héroes, Donna se convirtió al ser infectada con el poder de Black Lantern en lugar de tener un anillo forzado. Donna es liberada por el poder de la luz blanca.
A raíz de esto, Wonder Woman le dice a Donna que podría beneficiarse de ser parte de la JLA. Con ese fin, se une oficialmente al equipo, incluso reclutando a Cyborg, Dick Grayson (ahora Batman) y Starfire también. Donna permanece con la Liga y lucha contra enemigos como Superwoman, la contraparte de Wonder Woman del Sindicato del Crimen de América, y la entidad demoníaca Eclipso. Donna finalmente renuncia al equipo después de llegar a la paz con su confusión interna, y Dick disuelve el equipo poco después.

### The New 52 y DC Rebirth
En 2011, siguiendo la historia de Flashpoint, DC revisó su continuidad, relanzándose con un conjunto de cómics nuevos # 1 como parte de una iniciativa llamada The New 52. Donna no aparece inicialmente en esta continuidad en absoluto; Los Jóvenes Titanes se establecen por primera vez en la actualidad, con Cassie Sandsmark como Wonder Girl, y el nuevo origen de Wonder Woman la presenta como la hija natural de Zeus e Hippolyta.
Donna es reintroducida en las páginas de Wonder Woman como una amazona creada por un hechicero, Derinoe, como un intento de usurpar el lugar de Diana como reina, reemplazándola con un nuevo gobernante. Diana derrota a Donna y Donna inicia un período de examen de conciencia. Mientras tanto, en la historia de Titans Hunt, que busca restablecer retroactivamente la historia de los Teen Titans en New 52, se muestra a Donna como una Joven Titan, trabajando junto a los cofundadores de Titanes como Dick Grayson y Garth, hasta que se encuentra con el supervillano telepático Mister Twister resultó en que los recuerdos de los Titanes fueran borrados. En la serie Wonder Woman, Donna lucha con su rabia y enojo y después de ser asesinada en una batalla es elegida por Zeus para reemplazar a los Destinos, haciendo de Donna una nueva encarnación del Destino. En el último número de Titans Hunt, Donna confirma que ella es "el Destino de los Dioses", pero no reconcilia su historia representada en Titans Hunt con su creación representada en Wonder Woman.
Titans Hunt condujo a la iniciativa DC Rebirth, que recuperó elementos más populares de la continuidad pasada después de que el ex Titán Wally West regresa al Universo DC y reúne a sus amigos. Explica a sus compañeros Titanes cómo les robaron 10 años de sus vidas como resultado de fuerzas desconocidas, lo que explica parcialmente las discrepancias. Donna y sus amigos luego reforman a los Titanes. Al tocar a Wally en Titans Rebirth # 1, Donna recupera sus recuerdos de infancia de Wally. Más tarde, The Titans Annual # 1 (mayo de 2017) reconcilia los dos relatos de la historia de Donna, una creación mágica reciente o un aliado de toda la vida de Wonder Woman, revelando que Donna fue, como en la historia de New 52, creada con arcilla para destruir a Wonder Woman, pero las Amazonas luego dieron sus falsos recuerdos de ser una huérfana rescatada por Wonder Woman. Esto le permitió a Donna ser más que un arma viviente y establecer una vida estable. Aunque Donna estaba desconsolada por la revelación, sus colegas de los Titanes la apoyaron, quienes afirmaron su amistad.
Donna sigue siendo un personaje principal en la serie Titans en DC después de que el equipo fuera dividido por la Liga de la Justicia y reformado por Nightwing con la supervisión de la Liga esta vez. Después de que KGBestia le disparara a Dick Grayson en la cabeza, Donna se convierte en la líder del equipo mientras él se recupera de su lesión y amnesia.

## Poderes y habilidades
Los poderes sobrehumanos de Donna han cambiado varias veces a lo largo de los años, pero en todas sus diversas encarnaciones, siempre han consistido en una considerable fuerza sobrehumana, resistencia, velocidad y el poder de volar.
- En su origen pre-Crisis, Donna fue concedido esas facultades por parte del Rayo Púrpura de las Amazonas, y estos poderes aumentó a medida que se hizo mayor. Ella también manejaba un lazo propio, pero aparentemente no tenía propiedades mágicas como el Lazo de la Verdad de Diana, aparte de ser de longitud infinita y virtualmente indestructible. Después de la Crisis en Tierras Infinitas, se reveló que el lazo original de Donna era una creación de S.T.A.R. Labs.
- La primera gran redefinición de los poderes de Donna se produjo cuando tomó el nombre de Troia. Ella todavía poseía todas las habilidades que tenía antes, pero ahora además de esas, podía manejar energía fotónica como explosiones de poder y campos de fuerza protectora, y generar luz de sus manos.[61] Donna tiene la capacidad de proyectar imágenes tridimensionales de los recuerdos de una persona, siempre que el sujeto participe voluntariamente en el proceso.[62] El disfraz de Troia de Donna estaba hecho de varios obsequios que le dieron los Titanes del Mito, el más notable de los cuales fue el material de campo estelar único que mostraba la ubicación exacta de New Chronus.
- Después de que Donna solicitó a los Titanes del Mito que le quitaran, se convirtió en Darkstar, obteniendo el exomanto estándar que usaban todos los miembros, lo que le otorgaba fuerza, velocidad y agilidad sobrehumanas. El exomanto también poseía un campo de fuerza personal para protegerse contra el impacto físico y los ataques de energía. Las armas principales eran unidades láser gemelas que disparaban ráfagas de energía con una precisión milimétrica; sin embargo, parece que Donna no se sometió al procedimiento quirúrgico para lograr el dominio instantáneo del control maser que tenían las otras estrellas oscuras, y tuvo un retraso de una fracción de segundo en el tiempo de reacción al usar la versión adjunta menos poderosa del exo-manto. Un poderoso cañón montado en el hombro complementaba el sistema máser del exo-manto de Darkstars. Con el exo-manto, uno podría alcanzar altas velocidades durante el vuelo, todo el tiempo protegido de la fricción del viento por el campo de fuerza.
- Después de que se creó su origen post-Crisis,[12] Donna recuperó los poderes que había perdido a instancias de los Titanes del Mito, pero ahora eran prácticamente idénticos a los de Diana. Donna y Diana también comparten una relación psíquica que le permite a uno sentir lo que la otra está experimentando[63] o incluso compartir sueños.[64] Poco después de su resurrección como la Diosa de la Luna, durante la serie limitada El regreso de Donna Troy, Los poderes de Donna fueron mejorados y actualizados. Ella retuvo todas las habilidades que tenía antes y recuperó sus habilidades de manipulación de energía (que, al estar basadas en el cosmos, eran mucho más poderosas). También ordenó la oscuridad y el frío con gran efecto. Donna no se ha mostrado usando esos poderes desde que recuperó sus recuerdos. Con los años, Donna se ha vuelto extremadamente poderosa, con poder y fuerza, casi rivalizando con su hermana mayor, Diana (Wonder Woman). Se la considera una de las superheroínas más fuertes del Universo DC junto con Power Girl, Supergirl, Big Barda, Mary Marvel, Isis, Wonder Girl y Wonder Woman. Donna también tiene una supervelocidad increíble. Es lo suficientemente rápida como para esquivar balas sin esfuerzo y, como Wonder Woman, se dice que puede moverse a velocidades mucho más allá de la velocidad del sonido. Donna también se ha mostrado moviéndose lo suficientemente rápido como para alcanzar a los velocistas como Jesse Quick. Y aunque no es totalmente invulnerable, tiene un grado extremadamente alto de resistencia a las lesiones. Donna ha sido perforada a través de varios pisos de acero reforzado y concreto, y también ha sido enfrentada a seres poderosos como Etrigan, Black Mary Marvel, Wonder Woman, Superwoman, Black Adam y Superman.
- Como todas las Amazonas, Donna está excepcionalmente bien entrenada en el uso de varias armas y en diversas artes marciales. Su hermana Diana, su madre Hippolyta, el general Phillipus y Artemis parecen ser sus únicos rivales como guerrera (entre las Amazonas). También es una líder y estratega muy capaz.
- Antes de Flashpoint, Donna manejaba un nuevo lazo propio llamado Lazo de persuasión. Se ilumina en azul y, como el lazo de Wonder Woman, es bastante duradero. También tiene la capacidad de obligar a cualquiera que esté dentro de sus límites a cumplir las órdenes de Donna si su fuerza de voluntad es mayor que la de ellos.[65]
- Donna tiene la capacidad de imitar sin problemas la voz de cualquiera que haya escuchado.[66]
- Post-DC Rebirth, Donna también empuña una espada y un escudo indestructibles. También conserva su enorme fuerza sobrehumana, velocidad, durabilidad, resistencia, sentidos, reflejos, agilidad, vuelo e inmortalidad. Sin embargo, su versión malvada del futuro, Troia, reveló que Donna puede alimentarse de más poder si mata.

## Otras versiones

### Tierra 2
Otra versión de Donna existe en New 52 en la alternativa Tierra-2. En Earth 2: Society, el personaje, Fury, revela que su nombre es Donna. Este personaje es la hija de la difunta Mujer Maravilla de Tierra 2 y el Nuevo Dios, Steppenwolf. Esta es la primera vez que Fury se utiliza como un doppelganger de Donna Troy y no solo como un análogo. En Earth 2: Society, Fury / Donna ha adoptado el manto de Wonder Woman de su madre y se ha apoderado de Amazonia. Ella es fundamental para ayudar al equipo a recrear Tierra 2 después de la caída en Telos.

### DC Bombshells
En el universo de DC Comics Bombshells, Donna Troy es una adolescente nisei japonesa estadounidense de Los Ángeles. Durante la Segunda Guerra Mundial, Donna y sus amigas Cassie, Yuki, Yuri y Emily luchan para liberar a los ciudadanos estadounidenses de origen japonés que fueron injustamente enterrados por el gobierno. Después de presenciar la muerte de Wonder Woman durante una batalla con Clayface, Donna y las demás se convierten en una banda de heroínas conocidas como Wonder Girls, y cada adolescente obtiene el poder de uno de los artefactos mágicos de Wonder Woman.

## Recepción
IGN colocó a Donna Troy como el 93.º héroe de cómic más grande de todos los tiempos, afirmando que a pesar de que podría tener la historia de fondo más innecesariamente compleja de todos los personajes de cómic, Donna ha cumplido un propósito importante en el universo de DC desde sus inicios.

## En otros medios

### Televisión

#### Animado
- Donna Troy aparece como Wonder Girl en los segmentos de Teen Titans de The Superman/Aquaman Hour of Adventure (1967–68), con la voz de Julie Bennett.
- Donna Troy aparece como Wonder Girl en el anuncio de servicio público de 1984 "Nuevos Jóvenes Titanes dicen no a las drogas", producido por Hanna-Barbera. La alineación del equipo también incluye a Raven, Starfire, Kid Flash, Cyborg, Changeling, The Protector (del cómic antidrogas relacionado), pero no a Robin.
- En la quinta temporada de Teen Titans, una chica que se parece a la versión de Donna Troy de Wonder Girl, una morena con aretes en forma de estrella, aparece brevemente en los episodios "Homecoming: Part II" y "Calling All Titans".[69]
- Donna Troy como Wonder Girl aparece como uno de los personajes principales en Super Best Friends Forever, una serie de cortos animados de DC Nation de Cartoon Network, con la voz de Grey DeLisle.[70] También hace un cameo en el corto "Kids Korner 4 Kids" de DC Nation, New Teen Titans, en el que aparece con los otros Titanes en un juego donde el espectador tiene que encontrar a Beast Boy.
- Donna Troy / Troia aparece en Young Justice, con Grey DeLisle retomando su papel. Ella debuta en el episodio de la tercera temporada "Royal We" como embajadora de Temiscira en la ONU junto a Garth de Atlantis, y pasa a aparecer en "Influence" y "Elder Wisdom". Había planes para que el personaje apareciera en los episodios "Satisfaction" y "Endgame" de la temporada dos, pero estos planes no llegaron a buen término.[71]
- Donna Troy aparece en Teen Titans Go!, con la voz de Hynden Walch. En el episodio "The Bergerac", los Titanes le dan a Robin un consejo para guiarlo a través de su romance de campamento con Wonder Girl.

#### Acción en vivo
- Donna Troy es interpretada por Conor Leslie en la serie de DC Universe, Titanes. El episodio "Donna Troy" establece que ella es la ex protegida de Wonder Woman, Wonder Girl. Como los orígenes anteriores a la crisis de Donna, Wonder Woman la rescató de un incendio y pasó un tiempo en Temiscira.[72][73][74] En el episodio "Koriand'r", ella empuña su lazo mágico.[75] El canciller Agard de Entertainment Weekly llamó a Leslie "perfecta como Donna" y escribió que Donna era "automáticamente [su] cosa favorita del programa".[76]

### Película
- Donna Troy hace un cameo sin hablar como Wonder Girl durante el epílogo de Justice League: The New Frontier junto a los otros Jóvenes Titanes originales, Supergirl y Canario Negro.
- Donna también hace un cameo sin hablar en el final de Teen Titans: The Judas Contract como el miembro más nuevo de los Jóvenes Titanes que reemplaza a la difunta Terra. Vuela por el cielo y casi se cae. Aunque Beast Boy no puede decir nada, insinúa que ella es un nuevo miembro "maravilloso" de su equipo antes de dar su gran discurso sobre Terra a Kevin Smith.
- Donna aparece como uno de los muchos superhéroes que deambulan por el lote de Warner Bros. sin ningún papel de habla en Teen Titans Go! to the Movies.
- Donna también hace un cameo sin hablar en Justice League Dark: Apokolips War. Ella está entre los Titanes durante la sesión informativa de Superman para atacar a Darkseid, pero se desconoce su destino ya que no se encuentra entre los Titanes asesinados por Parademons o los personajes sobrevivientes.

### Videojuegos
- Donna Troy aparece en DC Universe Online, con la voz de Deena Hyatt. Ella originalmente se pelea como un secuaz poseído de Trigon, pero luego se convierte en un aliado de ayuda. También es vendedora en la Watchtower que vende la armadura icónica de nivel 2, la fuerza de Hera.
- En Injustice: Dioses entre nosotros, el nombre de Donna Troy aparece en una lista de blancos durante la final de Deathstroke.
- Donna Troy aparece como un personaje jugable en Lego DC Super-Villains, con la voz de Julie Nathanson. Se la puede encontrar de pie fuera del Salón de la Justicia con su pegaso Discordia. Donna Troy se puede desbloquear encontrando comida para Discordia en la cercana Smallville y pagando 50,000 piezas de Lego.

### Varios
- Teen Titans Go! # 36 (octubre de 2006) presenta la versión de Wonder Girl que aparece en la serie animada Teen Titans, como parte del equipo. Se la ve brevemente en el número anterior en un cameo en Isla Paraíso y desde entonces ha aparecido en números posteriores de la serie.[69]